# 齊讓 (正統進士)
齊讓（1414年—？），字守禮，山西太原府代縣人，軍籍。明朝政治人物。進士出身。

## 生平
山西鄉試第四名。正統十年（1445年）乙丑科會試第一百四十三名，殿試登進士第三甲第八十四名。

## 家族
曾祖父齊國義。祖父齊貴。父亲齊整，曾任同州知州。